# Aufstand der Gruppe Wagner in Russland
Vom 23. bis 24. Juni 2023 kam es vor dem Hintergrund des russischen Überfalls auf die Ukraine zu einem Aufstand der Gruppe Wagner in Russland. Jewgeni Prigoschin, Chef der paramilitärischen Organisation Gruppe Wagner, kündigte an, Verteidigungsminister Sergei Schoigu und Generalstabschef Waleri Gerassimow aus ihren Ämtern zu entfernen bzw. in einem „Marsch der Gerechtigkeit“ auf Moskau vorzurücken, sollten sie nicht freiwillig von ihren Machtpositionen zurücktreten. Am 24. Juni besetzte die Gruppe Wagner kampflos Militäreinrichtungen in Rostow am Don und rückte über Woronesch auf die russische Hauptstadt vor. Der russische Präsident Wladimir Putin verurteilte die aufständischen Bestrebungen als Verrat an Russland.
Nach Vermittlungen durch den belarussischen Präsidenten Aljaksandr Lukaschenka brach Prigoschin am Abend des 24. Juni den Marsch auf Moskau ab; den Aufständischen sei Straffreiheit zugesagt worden; Prigoschin werde nach Belarus ins Exil gehen. Prigoschin sowie der militärische Leiter Dmitri Utkin und weitere Wagner-Leute kamen zwei Monate später unter bisher ungeklärten Umständen bei einem Flugzeugabsturz ums Leben.

## Hintergrund

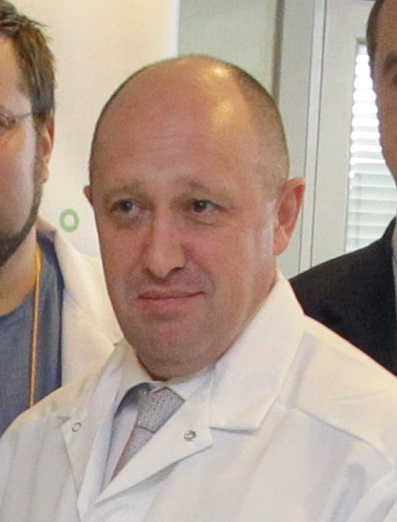
Jewgeni Prigoschin (2010)

Während der russischen Invasion in die Ukraine 2022, an der auch seine Gruppe Wagner u. a. in der Schlacht um Bachmut beteiligt war, geriet Prigoschin zunehmend mit dem russischen Verteidigungsministerium in Konflikt. Bereits Monate vor dem Aufstand zeigte Prigoschin Unzufriedenheit wegen Nachschubproblemen und mangelnder Unterstützung. Im Streit zwischen Prigoschin und Minister Schoigu um die Verteilung von Munition fand laut geleakten US-Geheimdokumenten im Februar 2023 ein Schlichtungsversuch durch Staatspräsident Putin statt. Sowohl Prigoschin als auch Schoigu pflegten spätestens seit Anfang der 2000er Jahre einen persönlichen Kontakt zu Putin.
Das Nichteingreifen der russischen Armee bei US-amerikanischen Luftangriffen auf Wagner-Söldner im Jahr 2018 in Syrien legte den Grundstein für Prigoschins Groll gegen Sergei Schoigu und die ihm unterstehende Armeeführung von Waleri Gerassimow.
Nach der Verkündung der Besetzung von Bachmut Ende Mai 2023 ordnete Prigoschin eine Kampfpause für die Wagner-Söldner an und übergab die eroberten Positionen an das russische Militär. Der geordnete Rückzug wurde aber laut seinen Aussagen gestört: Die Abzugsroute sei an rund einem Dutzend Stellen durch das russische Militär vermint worden. Bei der Räumung der Minen seien seine Kämpfer am 17. Mai 2023 beschossen worden, woraufhin sie das Feuer erwidert hätten. Die Söldner nahmen schließlich den russischen Kommandeur der 72. selbstständigen motorisierten Schützenbrigade, Oberstleutnant Roman Gennadjewitsch Wenewitin, gefangen. Dieser behauptete in einem von Wagner veröffentlichten Video, der Beschuss sei nur aufgrund persönlicher Abneigung gegen die Gruppe erfolgt. Die Verminung soll laut Prigoschin hingegen von hohen Stellen im Verteidigungsministerium angeordnet worden sein. Am 10. Juni 2023 ordnete Verteidigungsminister Schoigu die Unterzeichnung von Militärverträgen durch alle „Freiwilligeneinheiten“ an, die in der Ukraine kämpfen. Vorgeblich sei dies nötig, um soziale Garantien zu ermöglichen. Ohne Unterzeichnung sei zudem eine weitere Teilnahme an den Kampfhandlungen in der Ukraine nicht mehr möglich, äußerte Schoigu. Dieser Aufforderung folgte die Wagner-Gruppe zunächst nicht, da Schoigu laut Prigoschin außer Stande sei, eine effiziente Militärstruktur zu organisieren, und man sich ihm daher nicht unterstellen wolle. Auch nachdem Präsident Putin diese Forderung unterstützt hatte, verweigerte Prigoschin die Unterschrift. Am 17. Juni 2023 reichte er schließlich einen eigenen Vertrag beim Verteidigungsministerium ein und verlangte eine Stellungnahme Schoigus.
Am 23. Juni 2023 beschuldigte Prigoschin das russische Verteidigungsministerium, einen Angriff auf seine Streitkräfte gestartet und eine „sehr große“ Zahl seiner Leute getötet zu haben. In sozialen Medien kündigte er an, in einem „Marsch der Gerechtigkeit“ mit 25.000 Söldnern auf Moskau vorzurücken, und rief die russische Bevölkerung zum Widerstand gegen die militärische Führung um Verteidigungsminister Sergei Schoigu auf. Gleichzeitig widersprach er in einem halbstündigen Monolog den offiziellen Gründen für den Angriffskrieg. Entgegen den russischen Propaganda-Behauptungen sei Russland vor dem Beginn des Angriffskriegs im Februar 2022 überhaupt nicht durch die Ukraine gefährdet gewesen. Die angeblich „wahnsinnige Aggression“ vonseiten Kiews und der NATO habe es so nie gegeben. „Das Verteidigungsministerium versucht, den Präsidenten und die Öffentlichkeit zu täuschen“, sagte Prigoschin, nach dessen Meinung die sogenannte Spezialoperation andere Gründe habe: „Der Krieg war notwendig, damit Schoigu den Titel eines Marschalls erhält. […] Und nicht, um die Ukraine zu demilitarisieren und zu denazifizieren.“ Außerdem hätten sich russische und prorussische Oligarchen persönliche Vorteile von dem Krieg erhofft bzw. sich an der Ukraine bereichern wollen und können. Auch erklärte Prigoschin, dass die täglichen Erfolgsmeldungen der russischen Streitkräfte über angeblich abgewehrte ukrainische Offensiven „kompletter, totaler Unsinn“ seien. Prigoschin erklärte, dass die ukrainische Armee durch ihre Gegenoffensive Truppen der russischen Streitkräfte in einigen Regionen zum Rückzug gezwungen habe und die russische Armee sich an den Fronten von Saporischschja und Cherson habe zurückziehen müssen.
Der Fokus des Aufstandes lag laut Prigoschin auf der Absetzung von Befehlshabern wie Schoigu, die den Präsidenten über die Lage in der Ukraine belügen würden. Es sollte aber zugleich verhindert werden, dass dabei die Kampfhandlungen in der Ukraine unterbrochen werden.
Nach Erkenntnissen von US-Geheimdiensten hat Prigoschin den Aufstand geplant und dafür Waffen und Munition in Grenznähe angehäuft.

## Verlauf

### Einnahme von Rostow am Don
Am Morgen des 24. Juni 2023 überschritten Kräfte der Gruppe Wagner an mindestens zwei Stellen von den besetzten Gebieten in der Ukraine aus die russische Grenze ohne Widerstand der Grenztruppen und besetzten anschließend ein militärisches Flugfeld und das Hauptquartier der russischen Streitkräfte für den Militärbezirk Süd in Rostow am Don. Rostow ist zugleich Hauptquartier der Militärführung im Krieg in der Ukraine und logistischer Knotenpunkt für die dort eingesetzten Truppen.
Bei diesem Vormarsch wurde auf russischem Gebiet auch ein Militärhubschrauber der russischen Streitkräfte abgeschossen.
Vom Hauptquartier des südlichen russischen Militärbezirks aus forderte Prigoschin in einem Gespräch mit Russlands Vize-Verteidigungsminister Junus-bek Jewkurow den Sturz von Verteidigungsminister Sergei Schoigu und Generalstabschef Waleri Gerassimow.
Der russische Inlandsgeheimdienst FSB leitete ein Strafverfahren wegen „Anstiftung zu einem bewaffneten Aufstand“ gegen Jewgeni Prigoschin ein.

### Vormarsch auf Moskau
In Erwartung des angekündigten Marsches auf Moskau wurde dort und in anderen russischen Regionen der Notstand ausgerufen. Auf der Fernstraße M4 wurden Straßensperren errichtet.
Die Wagner-Truppe drang zunächst in die Stadt Woronesch ein, auf halber Strecke zwischen Rostow am Don und Moskau.
Wagner-Truppen brachten dort wichtige Militäreinrichtungen unter ihre Kontrolle. Bei Bogutschar wurde laut Augenzeugen eine Brücke der M4 durch die russische Armee gesprengt, um den Vormarsch zu verlangsamen. Zudem kam es zu Luftangriffen auf die Wagner-Söldner, die laut Prigoschin aufgrund fehlender Genauigkeit aber besonders Zivilisten trafen.
Später bestätigte der Gouverneur der Oblast Lipezk, dass Wagner-Söldner das Gebiet der Oblast erreicht hätten. Die Wagner-Soldaten schossen insgesamt sechs Hubschrauber und ein Flugzeug der russischen Streitkräfte ab. Mehr als ein Dutzend russische Soldaten kamen ums Leben.

### Abbruch des Vormarsches und Rückzug

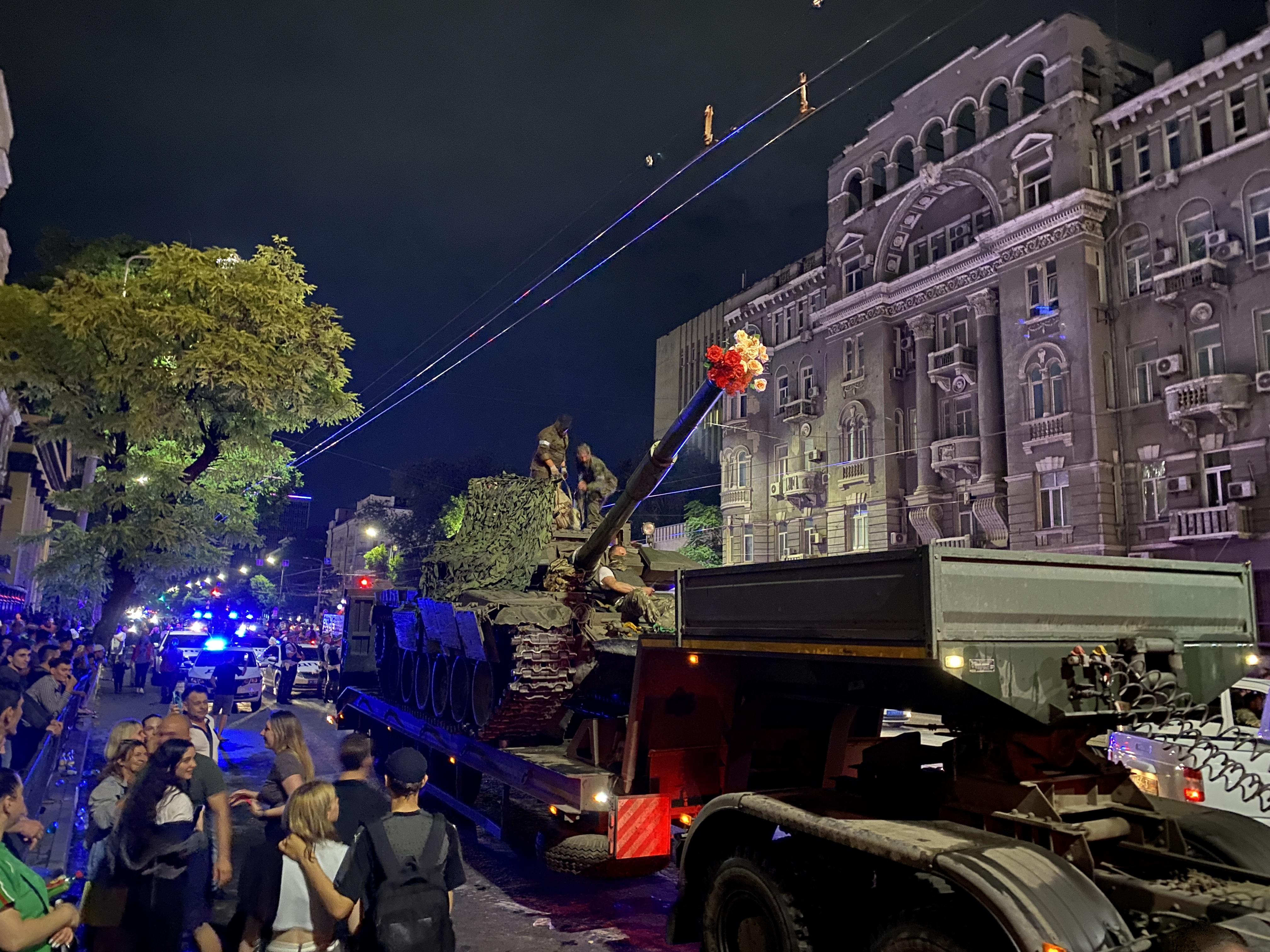
Teils umjubelter Abzug der Wagner-Truppen aus Rostow am Don am späten Abend des 24. Juni

Am Abend des 24. Juni erklärte Prigoschin, er habe den ihm unterstehenden Truppen den Befehl erteilt, den Vormarsch auf die russische Hauptstadt Moskau, von der sie noch 200 Kilometer entfernt waren, zu stoppen und zu den eigenen Stützpunkten zurückzukehren, um ein Blutvergießen zu verhindern. Der belarussische Präsident Aljaksandr Lukaschenka hatte diesbezüglich nach eigenen Angaben nach einer Erlaubnis des russischen Präsidenten Wladimir Putin den Tag über mit Prigoschin über die Sicherheit der Wagner-Kämpfer und die Beilegung des Konflikts verhandelt. Dmitri Peskow, Sprecher des russischen Präsidialamts, bestätigte, der belarussische Präsident habe von sich aus eine Vermittlung angeboten. Die Abmachung mit Prigoschin  sehe bezüglich des Aufstands eine Straffreiheit sowohl für Prigoschin als auch für alle anderen am Aufstand beteiligten Angehörigen der Gruppe Wagner vor. Im Gegenzug werde Prigoschin nach Belarus ins Exil gehen und die Wagner-Kämpfer würden zu ihren Stationierungsorten zurückkehren.
In der Nacht auf den 25. Juni 2023 verließen Prigoschin und ihm untergebene Wagner-Mitglieder das Quartier der russischen Streitkräfte in Rostow am Don. Von Passanten wurden sie bei ihrem Abzug bejubelt.
Am 26. Juni 2023 rechtfertigte Prigoschin den Aufstand. Seine Söldnergruppe Wagner habe durch eine Intrige des Verteidigungsministeriums kurz vor der Auflösung gestanden. Ziel des „Protestmarsches“ sei es gewesen, diese zu verhindern. Außerdem habe das Ministerium Luftschläge gegen seine Truppen angeordnet, durch die 30 seiner Kämpfer ums Leben gekommen seien. Dies sei zusammengenommen der Auslöser für den Marsch in Richtung Moskau gewesen. Er habe jedoch nie die russische Regierung oder Staatsführung zu stürzen beabsichtigt. Dennoch sei sein Marsch nach Moskau ein schlechtes Zeichen für die Sicherheit Russlands. Er habe den Marsch, bei dem seine Truppen 780 Kilometer zurückgelegt hätten, 200 Kilometer vor Moskau abgebrochen, um ein Blutvergießen zu verhindern, und bedaure es, dass seine Männer auf Einheiten der russischen Luftstreitkräfte hätten schießen müssen. Seine Truppen seien aber durch diese zuerst angegriffen worden.
Laut britischen Geheimdiensten drohten russische Geheimdienste, Familienangehörigen von Kommandeuren der Wagner-Gruppe Schaden zuzufügen, bevor Jewgeni Prigoschin den Vormarsch auf Moskau abbrach.

## Weitere Entwicklungen
Mitte Juli 2023 bestätigte der Sprecher des russischen Präsidialamts, Dmitri Peskow, Berichte der französischen Zeitung Libération (die sich auf Angaben aus westlichen Geheimdiensten berief), dass der russische Staatspräsident Putin wenige Tage nach dem Aufstand Jewgeni Prigoschin sowie einige Wagner-Kommandeure und die Geschäftsleitung der Wagner-Gruppe am 29. Juni im Kreml empfangen habe. Laut Peskow haben die Wagner-Vertreter dem russischen Staatspräsidenten „ihre eigene Version vom 24. Juni geschildert“ und ihm zugesichert, dass sie „treue Unterstützer“ des russischen Militärs sowie des „Oberbefehlshabers“ Putin seien. Putin habe den Wagner-Angehörigen angeboten, weiter für Russland in der Ukraine zu kämpfen, jedoch unter der Bedingung, dem Verteidigungsministerium zu unterstehen. Putin bot dabei an, dass sie dabei dem ehemaligen Wagner-Kommandeur Andrei Nikolajewitsch Troschew unterstellt sein könnten. Dieser galt, bevor er sich mit Prigoschin überwarf und zur russischen Armee wechselte, jedoch innerhalb der Gruppe Wagner als führungsschwache Persönlichkeit und Alkoholiker.
Der belarussische Präsident Aljaksandr Lukaschenka gab knapp zwei Wochen nach dem Aufstand bekannt, dass sich Prigoschin nicht in Belarus aufhalte.
Nach dem Aufstand veröffentlichten mehrere staatliche und private russische Medien von russischen Strafverfolgungsbehörden aufgenommene Bilder von Prigoschins Haus, das im Zuge des Aufstands von russischen Strafverfolgungsbehörden durchsucht worden war. Bei der Durchsuchung fanden die Ermittler den Bildern zufolge unter anderem Dollar- und Rubelbündel, Goldbarren, zahlreiche Waffen, aber auch mehrere Pässe mit unterschiedlichen Namen und einen Schrank voller Perücken, die Prigoschin Selfies zufolge zur Tarnung bei Auslandsreisen mitnahm. Die russische Zeitung Frontanka berichtete knapp zwei Wochen nach dem Aufstand, dass Prigoschin seine konfiszierten Waffen und beschlagnahmtes Geld und Gold im Wert von umgerechnet 100 Millionen Euro vom russischen Inlandsgeheimdienst FSB zurückerhielt.
Ab dem 28. Juni 2023 kursierten Berichte, die auch von verschiedenen Zeitungen mehrerer Länder aufgegriffen wurden, der stellvertretende Kommandeur der russischen Besatzungstruppen in der Ukraine, General Sergei Surowikin, sei wegen seiner Nähe zu Prigoschin und Mitwisserschaft festgenommen worden. Kremlsprecher Dmitri Peskow verweigerte am 29. Juni 2023 eine Antwort auf die Frage, wo Surowikin sich befindet. Laut einem Bericht des Wall Street Journal wurden nach dem Wagner-Aufstand außer Sergei Surowikin mindestens 13 hohe Offiziere der russischen Streitkräfte festgenommen und etwa 15 weitere vom Dienst suspendiert oder entlassen.
Ende Juni 2023 verkündete Polen eine Aufstockung der Truppen an der Grenze zwischen Belarus und Polen, da bis zu 8000 Wagner-Soldaten in Belarus befürchtet wurden. Mitte Juli 2023 äußerte der russische Generaloberst Andrei Kartapolow, Stellvertreter des Verteidigungsministers Sergei Schoigu, dass die Wagner-Söldner die Streitkräfte von Belarus trainieren werden. Er sprach dabei auch den Suwałki-Korridor an, den man im Fall der Fälle dringend brauche – was als Drohung der Schaffung eines Korridors nach Kaliningrad durch polnisches Territorium sowie der Isolierung der baltischen Staaten verstanden wurde, zumal er auch behauptete, dass bereits eine Einsatztruppe existiere, die diesen binnen weniger Stunden einnehmen könne. Kurz darauf begann die Gruppe Wagner bei Brest mit einer mehrtägigen Militärübung nahe der Grenze zu Polen, die von Belarus als Teil der Militärausbildung bezeichnet wurde. Polen verlegte daraufhin Militär in Richtung der Grenze, da es zudem „mindestens 1000 Wagner-Kämpfer“ in einem Lager bei Minsk ausmachte.

## Reaktionen

### Russische Regierung und Nahestehende
Der russische Präsident Wladimir Putin wandte sich am 24. Juni 2023 um 10 Uhr Ortszeit in einer Fernsehansprache an die Nation. Darin bezichtigte er Prigoschin, ohne ihn direkt beim Namen zu nennen, des „Hochverrats“ und bestätigte, dass in Rostow die Arbeit der zivilen und militärischen Verwaltung blockiert sei. Putin behauptete in der Rede unter anderem, dass die Situation die Existenz Russlands selbst bedrohe, bezeichnete die Meuterei als einen „Stich in den Rücken“ inmitten des andauernden russisch-ukrainischen Krieges und kündigte an, die Anführer des Aufstands zur Verantwortung zu ziehen. Er warnte u. a. vor Gebietsverlusten, stellte eine Parallele zur Russischen Revolution von 1917 her und erklärte, dass Anti-Terror-Maßnahmen in Kraft gesetzt werden. Prigoschin erwiderte auf die Rede unter anderem: „Der Präsident irrt sich über den Verrat am Mutterland. Wir sind Patrioten unserer Heimat, wir haben gekämpft und kämpfen. Alle Kämpfer des PMC ‚Wagner‘. Und niemand wird sich auf Verlangen des Präsidenten, des FSB oder sonst jemands stellen.“
Das russische Militär rief Angehörige der Gruppe Wagner dazu auf, an die „Einsatzorte“ zurückzukehren, und weiter: „Sie wurden zu dem kriminellen Unterfangen von Prigoschin und zur Teilnahme an einem bewaffneten Aufstand verleitet. Wir bitten Sie, vernünftig zu sein und sich mit Vertretern des russischen Verteidigungsministeriums oder den Strafverfolgungsbehörden in Verbindung zu setzen. Wir garantieren die Sicherheit jedes Einzelnen.“
Der ehemalige russische Staatspräsident sowie amtierende Parteivorsitzende von Einiges Russland und stellvertretende Leiter des Sicherheitsrates der Russischen Föderation, Dmitri Medwedew, erklärte, es werde nicht zugelassen, dass „Banditen“ die Kontrolle über das Land und seine Atomwaffen übernehmen und die Welt in dem Fall „an den Rand der Zerstörung“ gerate.
Der Vorsteher der Russisch-Orthodoxen Kirche, Patriarch Kyrill I., stellte sich auf die Seite Putins und rief zur Einheit auf.
Gennadi Sjuganow, Vorsitzender der Kommunistischen Partei der Russischen Föderation (Nachfolgepartei der KPdSU), rief Prigoschin dazu auf, seine Bestrebungen aufzugeben.
Ähnlich äußerte sich der Präsident der russischen Teilrepublik Tschetschenien, Ramsan Kadyrow, der zudem verkündete, eigene Truppen zur Unterstützung der russischen Regierung entsandt zu haben.

### Oppositionelle
Die Kampforganisation der Anarcho-Kommunisten, laut The Insider die im Jahr 2022 aktivste subversive Kraft in Russland, erklärte: „Weder das Putin-Regime noch Prigoschin sind unsere Freunde. Von diesem Kampf zwischen zwei Kannibalen sollten sich Anarchisten fernhalten – sollen sie sich gegenseitig so weit wie möglich ausbluten. Auf diese Weise werden sie die Menschen in Zukunft nicht stören.“
Der russische Exil-Oppositionelle und frühere Oligarch Michail Chodorkowski rief Russen dazu auf, sich für eine gewaltsame Revolution zu bewaffnen. Der Aufstand habe laut Chodorkowski gezeigt, dass es möglich sei, „gegen Putin zu rebellieren, ohne niedergeschlagen zu werden, weil Putin schwach ist“, und dass nur bewaffnete Männer in der Lage seien, sich einer Diktatur zu widersetzen. Dennoch sei Prigoschin „nicht unser Freund oder gar Verbündeter“. Prigoschins Aufstand werde mit dessen eigener oder Putins Liquidierung enden. „Wenn ihr euch zutraut, in Zukunft die bewaffneten Leute zu werden, die sich Putin oder Prigoschin entgegenstellen, dann ist es an der Zeit, euch zu bewaffnen.“

### Ausland
Der ukrainische Außenminister Dmytro Kuleba rief dazu auf, „die falsche Neutralität“ gegenüber Russland aufzugeben und die Ukraine mit allen Waffen auszustatten, die nötig seien, um die russischen Streitkräfte aus der Ukraine zu vertreiben.
Während die Wagner-Truppen sich auf Moskau zubewegten, rief Putin den Präsidenten Kasachstans an. Doch Präsident Qassym-Schomart Toqajew antwortete, der Aufstand sei eine innere Angelegenheit Russlands. Dies ist im Lichte der jüngeren Vergangenheit zu sehen, denn 18 Monate zuvor hatten russische Truppen (im Rahmen der OVKS) Kasachstan dabei geholfen, Proteste gewaltsam niederzuschlagen.
Der türkische Präsident Recep Tayyip Erdoğan teilte seinem russischen Amtskollegen in einem Telefongespräch am 24. Juni mit, dass die Türkei bereit sei, ihn bei der Suche nach einer „friedlichen Lösung“ zu unterstützen.
Großbritannien, Deutschland sowie weitere Staaten verschärften aufgrund der Vorgänge in Russland ihre Reisewarnungen für das Land.

## Rezeption in Deutschland
Das deutsche Auswärtige Amt und das Bundesministerium der Verteidigung mutmaßten, dass Prigoschin für seinen Putschversuch nicht die von ihm erhoffte Unterstützung von staatlichen russischen Kräften erhielt und daher den Marsch auf Moskau stoppte.
Die Journalistin Ellen Ivits nannte den Aufstand einen Irrsinn und eine Tragödie, deren Ende noch ausstehe. Putin habe erst von einem Strafverfahren gegen Prigoschin gesprochen und noch am selben Abend erklären lassen, das Strafverfahren komme nicht. Das sei eine kollektive Verhöhnung des Staates, ein Versagen des Systems. In Erinnerung werde bleiben, wie Putin die Stadt Rostow kampflos aufgegeben hat, seine Hilflosigkeit und der Schrecken von Millionen Menschen vor möglichen Massakern. Die Welt sehe nun, dass Putin aus Russland einen gescheiterten Staat gemacht habe.
Der Journalist Eckart Aretz sprach auf tagesschau.de von mehreren Erkenntnissen aus dem Putschversuch. Erstens sei der Einsatz von Privatarmeen für Putin zunächst attraktiv gewesen, weil er sich in Konflikte einmischen und gleichzeitig behaupten konnte, unbeteiligt zu sein. Doch dann sei Prigoschin kaum noch zu kontrollieren gewesen. Ferner habe sich gezeigt, wie schwach Russlands Armee und Aufklärungsdienste aufgestellt waren, weil ein erheblicher Teil sich in der Ukraine befinde. Man habe auch gesehen, dass Putin nicht mehr unantastbar sei.
Der Politikwissenschaftler Stefan Meister sagte, Putin habe Prigoschin zu lange gewähren lassen. Die Teil-Privatisierung des Krieges habe dazu geführt, dass der russische Staat sein Gewaltmonopol zumindest in Teilen verloren habe. Ließe Putin die Dinge nun laufen, bestünde immer noch die Gefahr, dass diejenigen, die mit dem Krieg und der Führung unzufrieden sind, zu Prigoschin überlaufen. Bisher habe Prigoschin allerdings noch keine einflussreichen Verbündeten im Machtapparat. Mit dem Aufstand habe Prigoschin vermutlich sein eigenes Grab geschaufelt.
Die Publizistin Svetlana Alexeeva kategorisierte den Aufstand als Black Swan, als unvorhergesehenes Ereignis mit signifikanten Auswirkungen, das als Vorlage für einen weiteren, besser durchdachten Putsch dienen könnte. Sie sieht Putins Ansehen bei den politischen und bürokratischen Eliten geschwunden sowie einen tiefen Graben zwischen der Kremlclique und der russischen Bevölkerung.